# Levene Gouldin & Thompson Tennis Challenger 2001
Il Levene Gouldin & Thompson Tennis Challenger 2001 è stato un torneo di tennis facente parte della categoria ATP Challenger Series nell'ambito dell'ATP Challenger Series 2001. Il torneo si è giocato a Binghamton negli Stati Uniti dal 6 al 12 agosto 2001 su campi in cemento.

## Vincitori

### Singolare
Cédric Kauffmann ha battuto in finale  Noam Behr con il punteggio di 7–5, 6–1

### Doppio
Bobby Kokavec /  Frédéric Niemeyer hanno battuto in finale  Amir Hadad /  Andrew Nisker con il punteggio di 2–6, 6–4, 6–1